# General Rondeau (1828)
El bergantín General Rondeau fue un buque de la Armada Argentina partícipe de la Guerra del Brasil.

## Historia
El bergantín estadounidense Aister fue comprado el 10 de julio de 1828 por el estado en la suma de $80000 proporcionados por una suscripción pública encabezada por el comandante de la escuadra republicana Guillermo Brown. 
Rebautizado con el nombre de General Rondeau se incorporó a la escuadra y terminado su alistamiento en el Arsenal de Barracas, el 14 de agosto al mando de John Halstead Coe zarpó en corso junto a la goleta La Argentina. 
En febrero de 1829 el general José de San Martín regresó al país en la barca correo Condesa de Chichester pero rehusando desembarcar ante la situación política originada por el golpe de Juan Lavalle se alojó en el General Rondeau y a su solicitud fue trasladado en ese navío a Montevideo.
Fue destinada posteriormente a acudir en apoyo de Carmen de Patagones, sitiada por un malón de 2000 indios. Tras operar repatriando tropas desde Uruguay fondeó en Balizas Interiores donde fue capturado durante el ataque del almirante francés Venancourt el 21 de mayo de 1829. 
Fue devuelto el 1 de junio de ese año sin mediar desagravio alguno, Venancourt adujo que el ataque efectuado por sorpresa y en tiempo de paz sobre naves desmovilizadas y con tripulación reducida, obedecía a órdenes directas de su superior el vicealmirante barón de Roussin y a pedido del cónsul francés en Buenos Aires Washington Mendeville, en razón del "insulto hecho al pabellón del Rey mi señor, como también al mal tratamiento de sus súbditos".
Tras un nuevo viaje a Patagones efectuado entre octubre y noviembre de ese año, sufrió un motín y una vez sofocado pasó a estacionarse en el canal exterior de acceso al puerto de Buenos Aires, donde permaneció hasta el 19 de enero de 1830, cuando pasó a desarme y fue vendida en remate a la firma Dowell&Lewis por $41000. Dicha compañía a matriculó el 20 de febrero de ese año y fue utilizada en la costa patagónica hasta 1840.